# North Spearfish
North Spearfish – jednostka osadnicza w Stanach Zjednoczonych, w stanie Dakota Południowa, w hrabstwie Lawrence.